# Karlobag
Karlobag (Italiaans: Carlopago; Latijn: Vegium) is een gemeente in de Kroatische provincie Lika-Senj.
Karlobag telt 1019 inwoners. De oppervlakte bedraagt 283 km², de bevolkingsdichtheid is 3,6 inwoners per km².

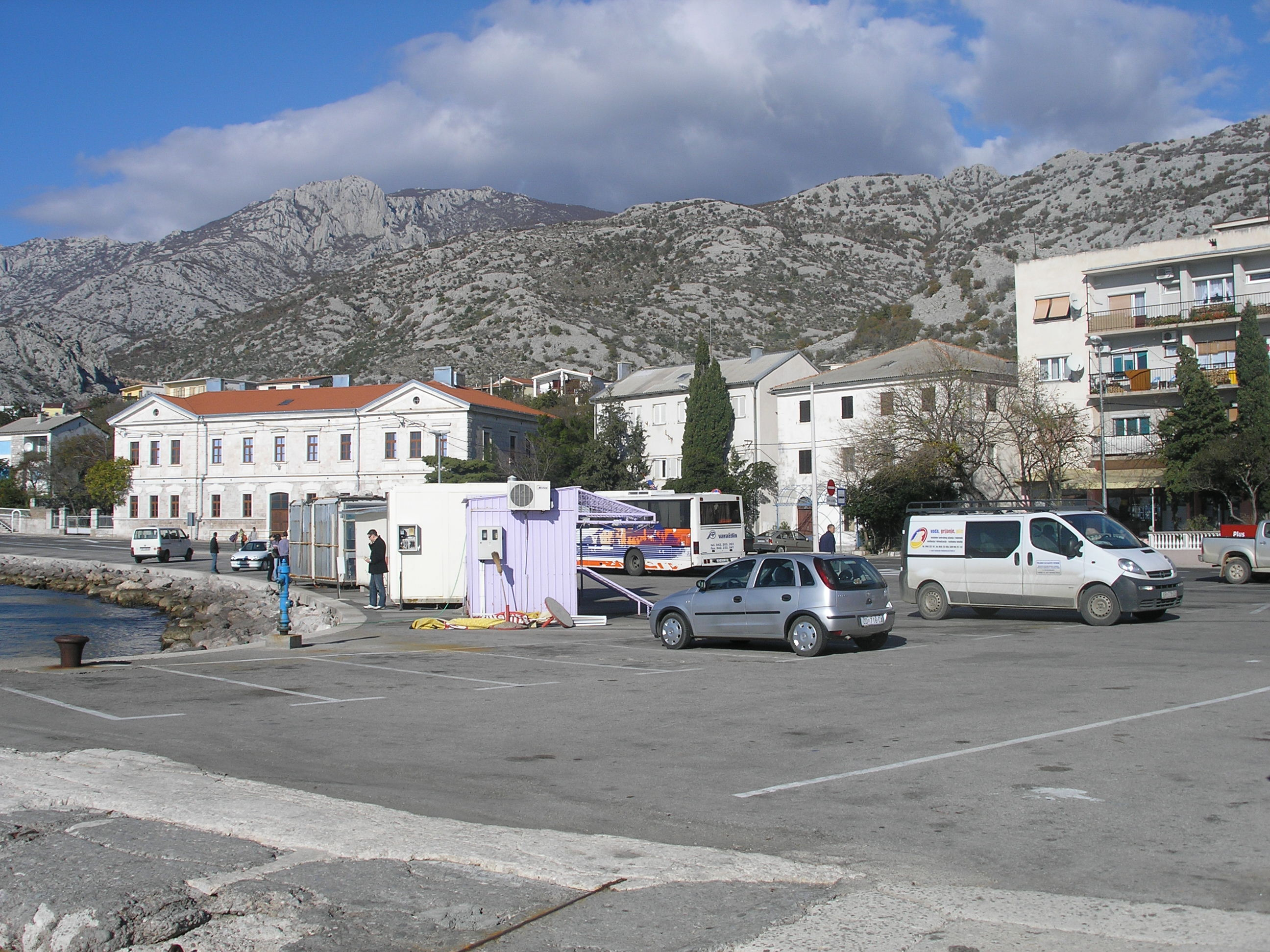
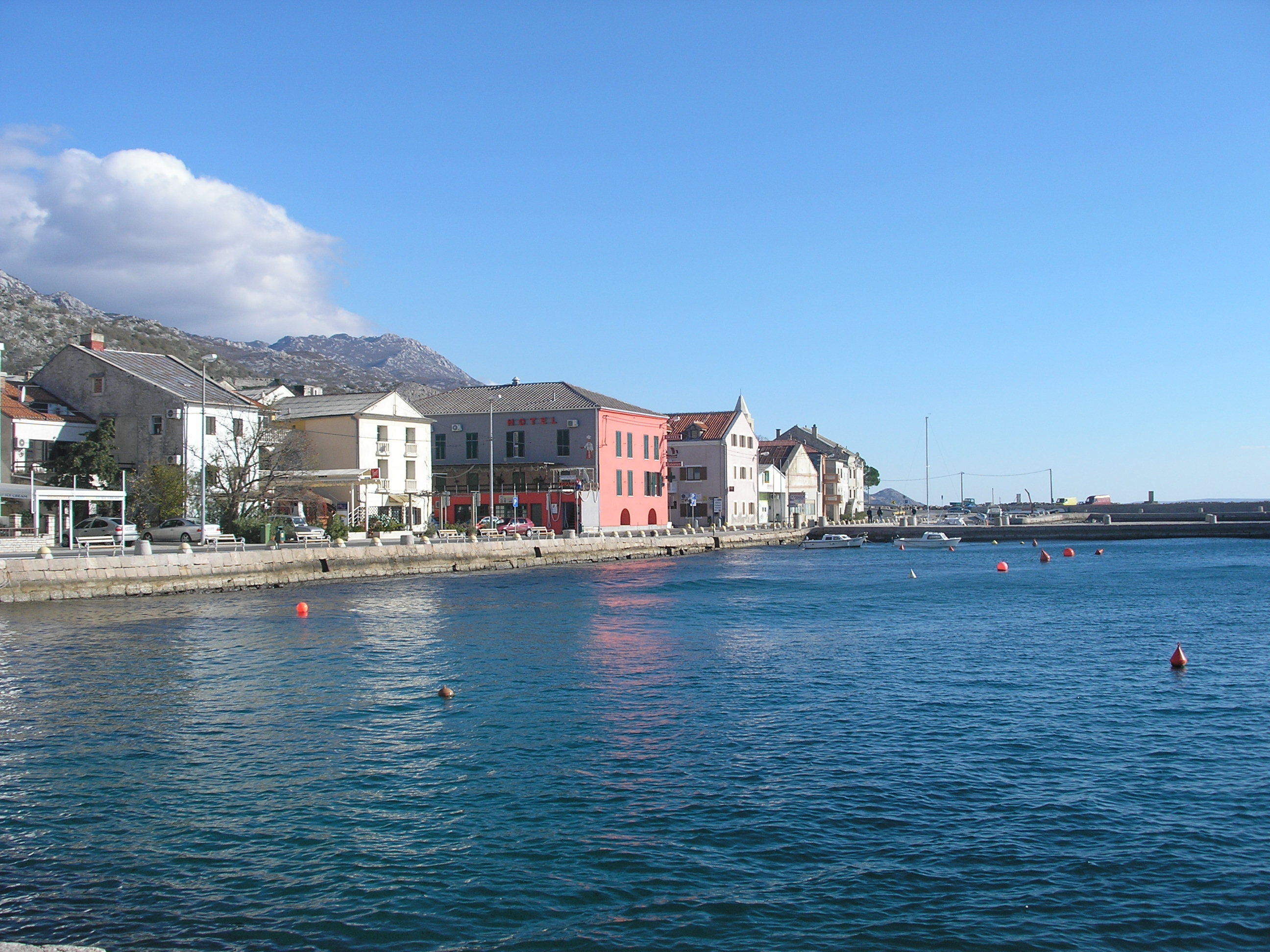

Steden (gradovi): Gospić · Novalja · Otočac · Senj

Gemeenten (općine): Brinje · Donji Lapac · Karlobag · Lovinac · Perušić · Plitvička Jezera · Udbina · Vrhovine